# Memoria sobre educación pública
Obra escrita per Gaspar Melchor de Jovellanos els primers anys del segle xix durant el seu desterro, primer a la cartoixa de Valldemossa i després al castell de Bellver a l'illa de Mallorca. L'obra se subtitulava com "tratado teórico-práctico de enseñanza, con aplicación a las escuelas y colegios de niños". Jovellanos l'escriu per enviar a un concurs convocat per la Societat Econòmica Mallorquina d'Amics del País que vol fer un projecte de Seminari de Nobles. En aquesta obra, Jovellanos mostra la influència dels principis educatius de la Revolució Francesa, com es demostra ja al títol fent servir el terme "educació pública". Jovellanos critica que calgui fer seminaris per nobles separats de les escoles professionals pels plebeus, com proposen els il·lustrats mallorquins i propugna centres on puguin assistir els fills de famílies acomodades amb independència del seu estament.